# 歐石楠
歐石楠是指杜鵑花科歐石楠屬的植物。全球大約有七百多種的歐石楠，當中大部分都產自南非，被稱為「南非特有種的皇后」；另外尚有七十多個物種大致分布於非洲其它地域、地中海地區及歐洲地區。圖中顯示的「聖誕歐石楠（Erica canaliculata）」，因為形態像日本的著名圖案「蛇の目」（常見於家紋、和傘等），因此在日本有「蛇眼石楠花」的稱號。
其同科植物帚石楠是杜鵑花目中的另一個種屬「帚石楠」（學名：Calluna vulgaris），經常與歐石楠互相混淆。帚石楠在歐洲非常聞名，亦曾經是西歐及北歐許多荒地的主要植被，因此有「山中薄霧（Mountain Mist）」的稱號。可製花茶，其花蜜亦具備藥效價值。

## 特徵
歐石楠是灌木類植物，葉子幼細，屬常綠植物，高度大概有20-150厘米不等，但亦有部份物種如E. arborea及E. scoparia高度可以達6-7米。現存最多歐石楠的群生地，以德國北部的自然保護區呂訥堡石楠草原最為聞名。
石楠花（Heath）也指一種地貌，專指石楠花叢生的荒野或島嶼，帶有孤獨肅殺的意味。因此，石楠花的花語是「孤獨（Solitude）」。
小說《咆哮山莊》（Wuthering Heights）中的山莊周圍種滿石楠花，英語便稱這些石楠花為「Heath」而不是「Erica」。

## 主要物種
- 聖誕歐石楠（學名：Erica canaliculata） 
  - 在日本被稱為「蛇眼石楠花」。
- 鈴蘭歐石楠（學名：Erica formosa） 
  - 形態像鈴蘭的歐石楠種。
- 冬石楠（學名：Erica carnea）
  - 一種南歐盛產的物種，以花葉幼小見稱。
- 白歐石楠（學名：Erica arborea）
  - 同樣隸屬歐石楠屬的常綠樹，其根部和莖部可製作煙斗。

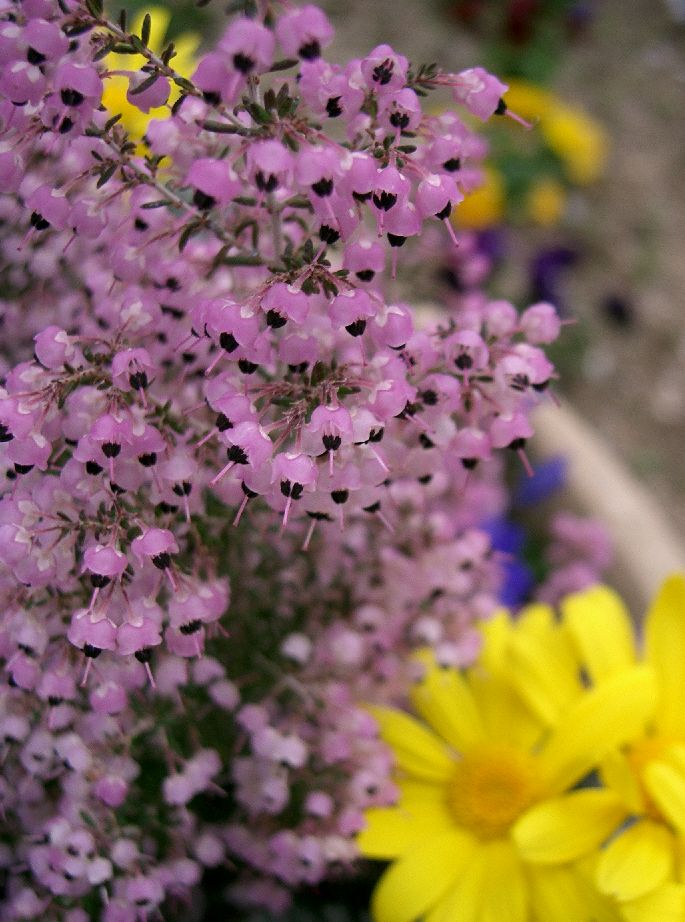
蛇眼石楠花
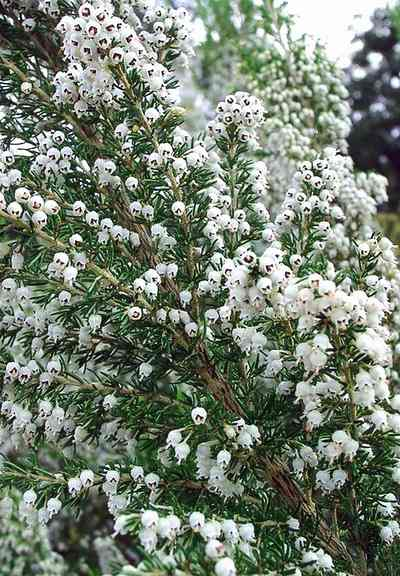
白歐石楠
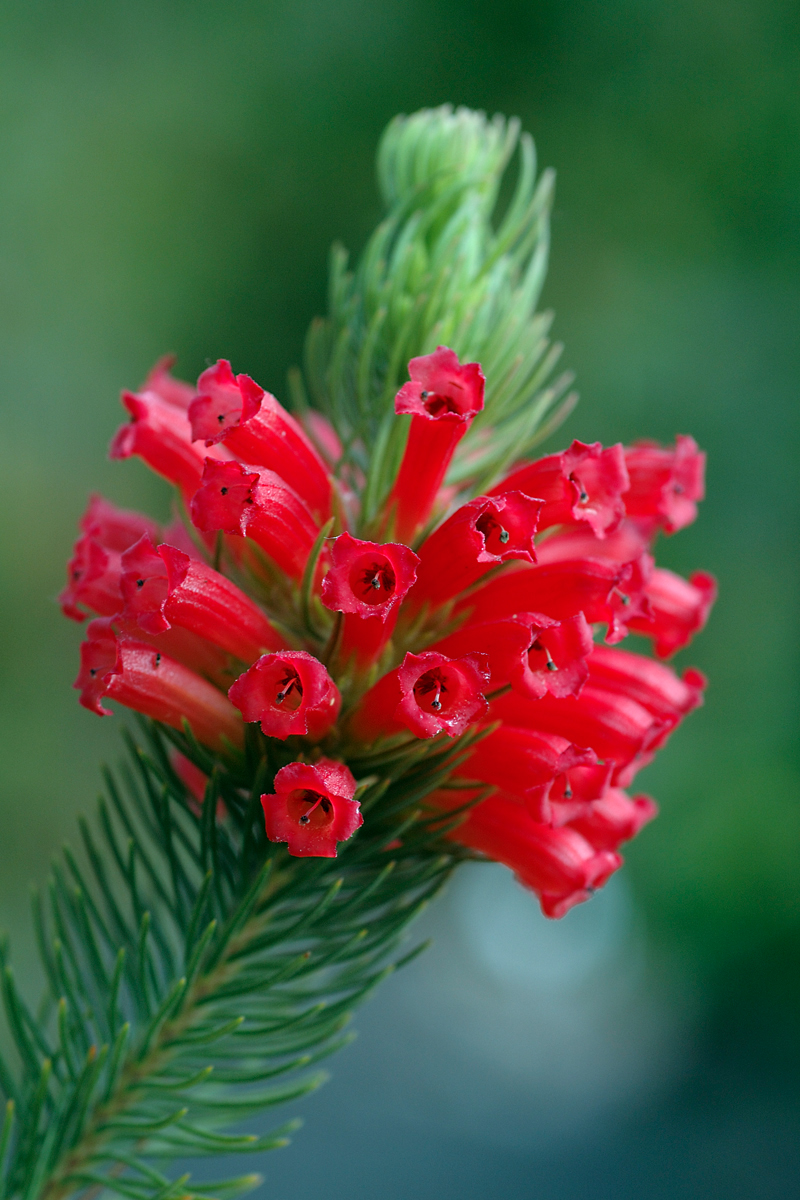
Erica plukenetii（英语：Erica plukenetii）
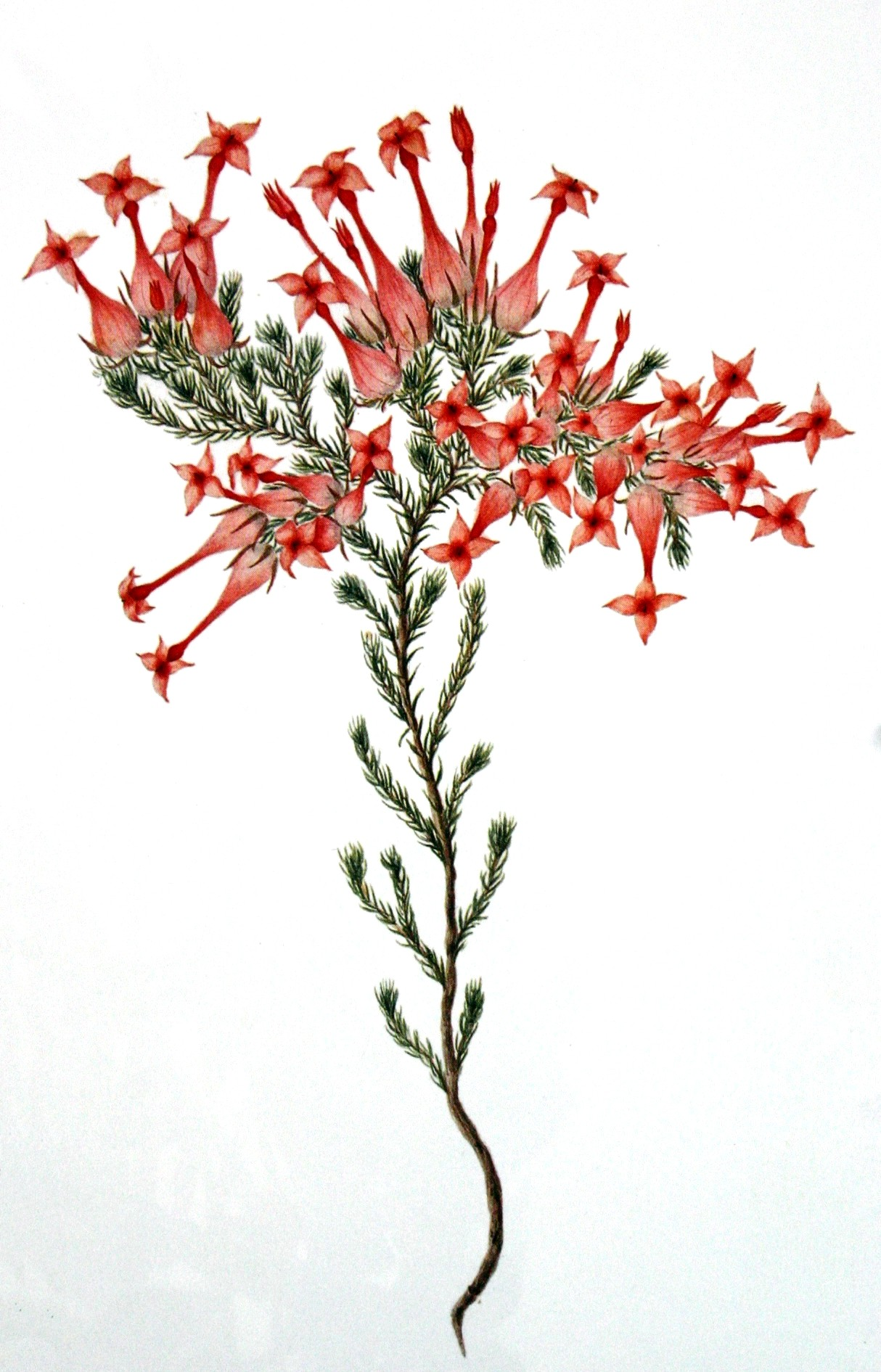
Erica junonia

## 流行文化
- 歐石楠的花語是「孤獨」、「背叛」。
- 歐石楠是1月13日、9月17日、11月25日的誕生花。
- 歐石楠在日本通稱為「Erica」（エリカ），是一個常見的女性洋名。